# العلامة كيو اس

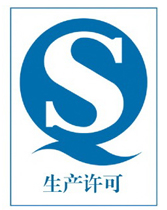
علامة الكيو اس تتكون من الحرفين (Q, S). وهذان الحرفان يعبران عن الجودة والأمان.

العلامة كيو اس (QS) (رسميًا هي رخصة إنتاج المنتج صناعيًا) هي علامة جودة وأمان المنتجات الصينية من أطعمة ومشروبات ومنتجات أخرى. وأنشئت هذه الرخصة عام 2003 وتم إدارتها بواسطة الإدارة العامة لمراقبة الجودة والتفتيش والحجر الصحي. وتلك الرخصة ضرورية للعديد من فئات المنتجات إذا تم إنتاجها وبيعها بالصين.

## مقالات أخرى
سلامة الأغذية في جمهورية الصين الشعبيةسلامة الأغذية في جمهورية الصين الشعبية